# Lebensraum
A Lebensraum egy német geopolitikai fogalom, magyar jelentése: élettér. A fogalmat Friedrich Ratzel használta először 1897-ben, majd a müncheni Geopolitikai Intézetben Karl Haushofer elméleteiben kapott fontosabb szerepet, de igazán közismertté Adolf Hitler tette a Mein Kampfban.

## Hitlernél

Adolf Hitler elképzelése a német élettér kiterjesztéséről. Mein Kapmpf, 16. oldal

Hitler annak a teóriájának keretében használta fel ezt a fogalmat, mely szerint Németország sorsa az, hogy uralmat gyakoroljon a Kelet felett és ezért más országoknak el kell fogadniuk a németeknek a Lebensraum megszerzésére irányuló törekvéseit. A területi hódításokat szükségszerűnek tartották a túlnépesedés és az élelmiszer iránti szükségletek miatt. Ukrajnát a németek például Németország magtárának tartották. A Lebensraum kifejezés rasszista felhangja azt sugallja, hogy az árja fajnak misztikus joga van arra, hogy uralkodjon a körülötte lévő többi országon (Uralkodó nép = Herrenvolk).